# Archichthys
Archichthys — рід різодонтових лопатеперих риб, що жили протягом усього кам'яновугільного періоду. Скам'янілості були знайдені в Північній Ірландії та Англії.